# Współczynnik opóźnienia

Płytka chromatograficzna: A – poziom nałożenia badanej substancji; B – poziom do którego dotarło czoło eluentu; a, b, c – punkty nałożenia różnych substancji; d, e, f – punkty do których dotarły nałożone substancje.

Współczynnik opóźnienia, RF lub Rf (ang. retardation factor) – iloraz odległości przebytej przez substancję rozdzielaną przez odległość przebytą przez czoło eluentu (układu rozwijającego). Pojęcie stosowane w chromatografii planarnej (np. chromatografii cienkowarstwowej lub chromatografii bibułowej).
Dla danej substancji, w danym układzie rozwijającym, na danej fazie rozdzielczej, w określonych warunkach jest to wartość stała, która służy do charakteryzowania analizowanej substancji. Jednak ponieważ wartość RF zależy od wielu czynników, z czego część nie jest w pełni kontrolowana, jej powtarzalność jest niska, dlatego współczynnik ten jest obecnie rzadko używany w chromatografii.

## Nomenklatura
Rf określa się czasem jako „współczynnik podziału”, jednak tym samym terminem nazywa się też wartość K we wzorze opisującym prawo podziału Nernsta. Inne źródła określają Rf jako „współczynnik przesunięcia”.
Z kolei w chromatografii kolumnowej termin retardation factor (R) oznacza frakcję substancji rozdzielanej, znajdującą się w fazie ruchomej, gdy system osiągnął stan równowagi.